# Joe Oriolo
Joseph "Joe" Oriolo (Union City, 21 de fevereiro de 1913 - Hackensack, 25 de dezembro de 1985) foi um animador, escritor, diretor e produtor de desenhos animados americano, conhecido como co-criador de Casper, o Fantasminha Camarada  e criador da série de TV Felix the Cat.

## Biografia
Oriolo nasceu em Union City, Nova Jersey, em 1913, filho de imigrantes italianos. Quando criança, ele desenhava constantemente e sonhava em se tornar um animador de desenhos animados. 

### Carreira
Em 1933, aos 20 anos, foi trabalhar no Fleischer Studios como um menino de recados, onde seu talento como desenhista e suas ambições o levaram à posição de animador em um ano. No final dos anos 30, ele trabalhou em vários curtas de estúdio, e quando o estúdio se mudou para Miami em 1938, ele acompanhou a mudança. Lá, além dos curtas, ele trabalhou nos dois longas-metragens do estúdio, Gulliver's Travels e Mr. Bug Goes to Town, além dos Raggedy Ann e Raggedy Andy. A Paramount assumiu o estúdio Fleischer em 1942 e o restabeleceu em Nova York como Famous Studios. Joe Oriolo conheceu Otto Messmer (que trabalhou no estúdio como artista de storyboard de 1944 a 1946) antes de partir em 1944. 
Em 1939, ele e o autor Seymour Reit criaram o personagem de Casper, o Fantasminha Camarada, para um livro infantil. Dois livros subsequentes, There's Good Boos To-Night e Haunting We Will Go, seguiram, antes de Oriolo vender os direitos aos Famous Studios. Casper se tornou uma das séries de animação mais populares dos estúdios antes de ser vendido para Alfred Harvey (cuja Harvey Comics começou a produzir histórias em quadrinhos de Casper em 1952) em 27 de julho de 1958.
Depois de deixar o Famous Studios, Oriolo começou a trabalhar como animador freelancer em filmes para as forças armadas e filmes industriais, além de alguns dos primeiros comerciais de TV. Ele começou a desenhar gibis (incluindo George Pal Puppetoons, de Fawcett ), e começou a trabalhar com Otto Messmer nos gibis Felix the Cat até que eles deixaram de ser publicados. Em 1954, Oriolo assumiu a autoria das histórias em quadrinhos diárias individuais de Felix, a pedido do King Features Syndicate, que ele continuou produzindo até 1969. 
Em 1958, Joe tornou-se sócio de William O. Sullivan, irmão de Pat Sullivan, o proprietário original dos direitos autorais de Felix the Cat. Juntos, eles formaram Felix, a Cat Productions, Inc (em homenagem ao famoso personagem de mesmo nome) e criaram o programa piloto da premiada série de televisão Felix the Cat. Utilizando muitos ex-diretores da Fleischer / Famous, 260 curtas do Felix foram realizados para distribuição televisiva em 1960. Oriolo construiu sobre este sucesso em 1963 com The Mighty Hercules e Beetle Bailey. Em 1967, a Oriolo Studios criou Johnny Cypher em Dimension Zero. Em 1969, Ribbon no Kishi foi trazido para os EUA por Joe Oriolo e Burt Hecht. Foi nomeado Princesa Cavaleiro e comprado da Mushi Productions; Os scripts de diálogo em inglês foram escritos e as vozes dubladas. Mais tarde, o acordo comercial entre Oriolo e Hecht se desfez; e como parte do acordo, Hecht partiu com os desenhos em 1970. Como resultado, a empresa acabou com o programa antes que ele pudesse ser transmitido. Por vários anos, pensou-se que todos os dubs em inglês da série haviam sido perdidos ou destruídos. No entanto, os áudios da série em inglês foram encontrados na Holanda em 1996. 
Em 1971, Oriolo assumiu o controle total do Gato Felix, e continuou a comercializar o personagem até sua morte. 

### Morte
Morador de Woodcliff Lake, Nova Jersey, Oriolo morreu aos 72 anos de idade no Hackensack University Medical Center, em Hackensack, Nova Jersey, em 25 de dezembro de 1985. Ele foi enterrado em sua cidade natal, no George Washington Memorial Park, em Nova Jersey.